# St. Jakobi (Mücheln)

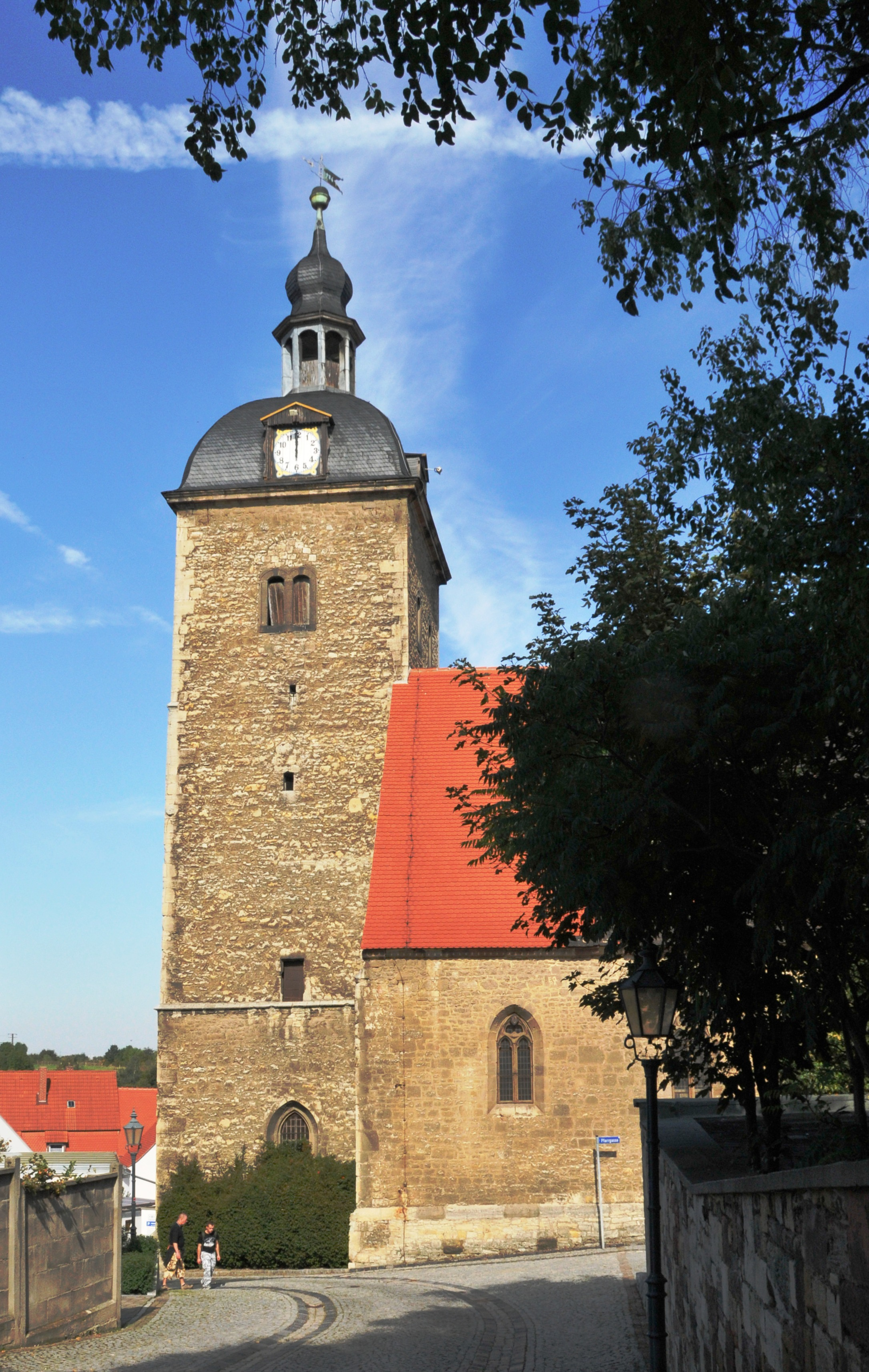
St. Jakobi-Kirche

Die Kirche St. Jakobi liegt in einem Hanggelände südöstlich über dem Marktplatz der Stadt Mücheln im Saalekreis, Sachsen-Anhalt. Sie gehört zum Pfarramt Mücheln im Kirchenkreis Merseburg der Evangelischen Kirche in Mitteldeutschland.

## Beschreibung
Die ältesten Bauteile der Stadtkirche und der Unterbau des Turms stammen aus dem 13. Jahrhundert. Das Kirchenschiff wurde wahrscheinlich nach dem Brand von 1718 als Saalkirche erbaut. Auch die Errichtung des barocken Kanzelaltars und der Orgelempore mit der mechanischen Papenius-Orgel fallen in diese Zeit. Unter dem Altarraum befindet sich die Krypta. Der Schlussstein trägt die Abbildungen Lamm Gottes, Löwe, Drachen und Halbmond mit Stern. Die Kirche mit ihrem Diakonat ist Station auf einem Jakobsweg.

## Glocken
Der Kirchturm trägt heute drei Glocken aus Eisenhartguss, die in den 1920er Jahren gegossen worden sind. Die Nominalfolge lautet cis′ – e′ – gis′.